# Intolérance (film, 1916)
Pour les articles homonymes, voir Intolérance.
Pour plus de détails, voir Fiche technique et Distribution.
Intolérance (Intolerance: Love's Struggle Throughout the Ages) est un film américain muet écrit et réalisé par D. W. Griffith, sorti en 1916.
Griffith veut répondre par ce film à l'accusation de racisme prononcée à son égard après Naissance d'une nation. Intolérance est parfois considéré comme le chef-d'œuvre de Griffith, aussi bien pour l'écriture du scénario, que pour la direction des acteurs, le découpage en plans et le montage. Ce fut un désastre commercial.

## Synopsis

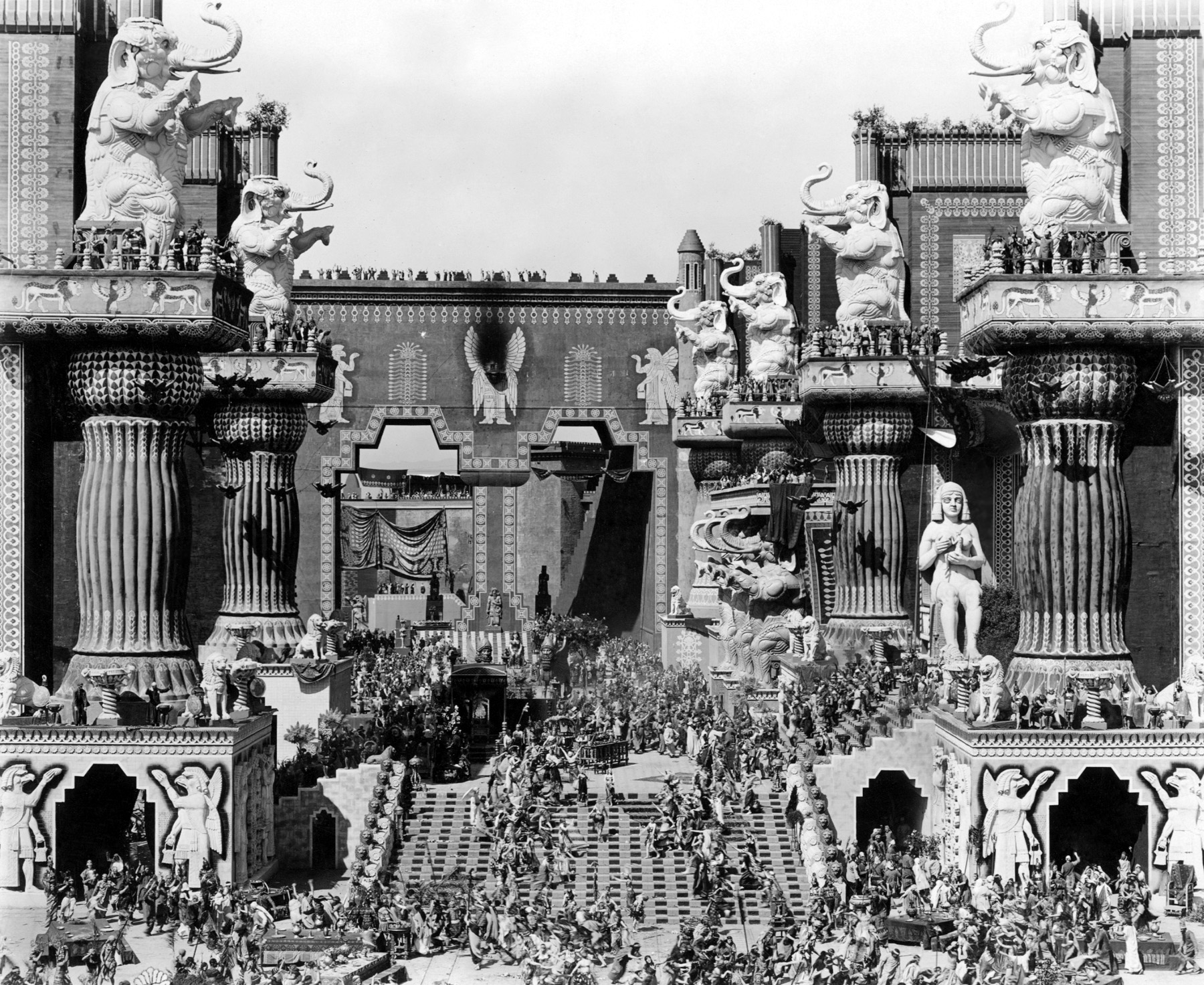
Image du film, décor de Babylone.

Quatre époques sont présentées en alternance  pour dénoncer l'intolérance : la répression des grèves, le massacre de la Saint-Barthélemy, la Passion du Christ et Babylone. De la Babylone antique au début du XXe siècle, une illustration métaphorique de la cruauté et de la férocité de l'homme envers son prochain.
Dans l'ordre d'apparition :
Début du XXe siècle
L'intolérance d'un groupe de femmes, décidées à combattre l'immoralité, va être l'élément déclencheur d'une grève dans une minoterie, qui mènera le héros à la pauvreté et à être soupçonné à tort d'un crime...
Début de l'ère chrétienne
L'intolérance des pharisiens va mener à la crucifixion de Jésus, après les épisodes des noces de Cana et de la femme adultère.
Massacre de la Saint-Barthélemy (1572)
À la cour de Charles IX (roi de France), l'intolérance des catholiques menés par Catherine de Médicis va être la cause du massacre de la Saint-Barthélemy en 1572.
Babylone (-539)
Lors du conflit entre Balthazar et Cyrus, la chute de Babylone en -539 est due à des dissensions entre les adeptes de Baal et d'Ishtar.

## Fiche technique

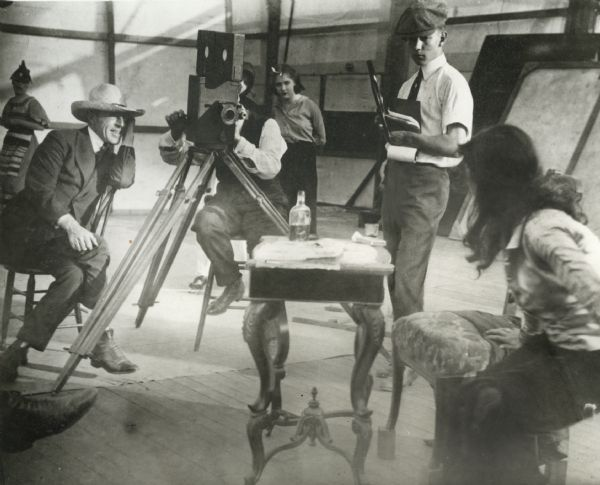
Griffith sur le plateau dIntolérance.

- Titre original : Intolerance: Love's Struggle Throughout the Ages
- Titre français : Intolérance
- Réalisation : D. W. Griffith
- Assistants réalisation : George Siegmann, W. S. Van Dyke Allan Dwan, Victor Fleming, Joseph Henabery, Lloyd Ingraham et Christy Cabanne (non crédité)
- Scénario : D. W. Griffith et Tod Browning, intertitres d'Anita Loos et Frank E. Woods
- Décors : Frank Wortman, Walter L. Hall
- Photographie : G. W. Bitzer, Karl Brown
- Montage : D. W. Griffith, James Smith (it), Rose Smith (it)
- Musique : Joseph Carl Breil (partition originale) ; Felix Günther (1924) ; Carl Davis (1989)
- Chorégraphie : Ruth Saint Denis et Gertrude Bambrick
- Maquillage : D. W. Griffith, Robert Anderson
- Producteur : D. W. Griffith
- Société de production: D.W. Griffith Productions
- Société de distribution : Triangle Distributing Corporation
- Budget : 1 750 000 $
- Pays de production :  États-Unis
- Langue originale : film muet (intertitres anglais)
- Genre : épopée historique
- Durée : 163 minutes
- Dates de sortie : 
  - États-Unis : 5 août 1916 (première à Riverside)
  - États-Unis : 5 septembre 1916 (sortie nationale)
  - France : 12 mai 1919

## Distribution
- Lillian Gish : la femme au berceau

| en Judée | Saint-Barthélemy |
| --- | --- |

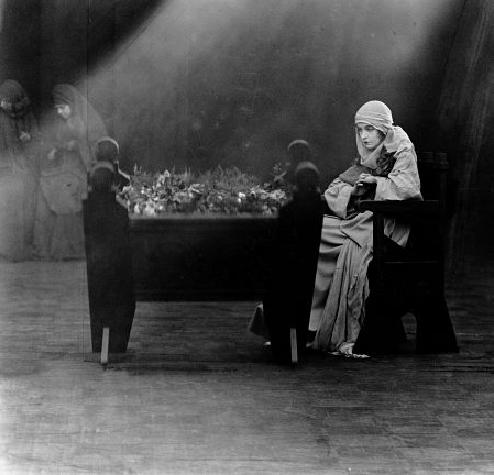
Lillian Gish.

| - Howard Gaye : Jésus - Lillian Langdon : Marie - Olga Grey (en) : Marie Madeleine - Bessie Love : la mariée à Cana - George Walsh : le marié à Cana - Erich von Ritzau : le premier pharisien (crédité comme « Gunther von Ritzau ») - Erich von Stroheim : le second pharisien | - Spottiswoode Aitken : son père - Ruth Handforth : sa mère - Eugene Pallette : Prosper Latour, son fiancé - Frank Bennett : Charles IX - Maxfield Stanley : Henri, duc d'Anjou - Josephine Crowell : Catherine de Médicis - Constance Talmadge : Marguerite de Valois (créditée comme « Georgia Pearce ») - W. E. Lawrence : Henri de Navarre - Joseph Henabery : l'amiral de Coligny - Morris Levy : Henri, duc de Guise - Howard Gaye : Cardinal de Lorraine |
| Babylone | époque moderne |
| - Constance Talmadge : la fille de la montagne - Frank Brownlee : son frère - Elmer Clifton : le Rhapsode - Alfred Paget : le prince Balthazar - Seena Owen : la Princesse Attarea - Loyola O'Connor : l'esclave d'Attarea - Carl Stockdale : le roi Nabonide - Tully Marshall : le grand-prêtre de Baal - George Siegmann : Cyrus - Elmo Lincoln : le puissant garde de Balthazar - Ruth Saint Denis : une danseuse de Tammuz | - Mae Marsh : la Bien-Aimée - Fred Turner : son père - Robert Harron : le garçon - Sam De Grasse : Arthur Jenkins - Clyde Hopkins : son secrétaire - Ralph Lewis : le gouverneur - Vera Lewis : Mary T. Jenkins - Miriam Cooper : la fille sans amis, l'ancienne voisine - Walter Long : le « Mousquetaire des bidonvilles » - Tom Wilson : « Grand Cœur », le gentil policier - Lloyd Ingraham : le juge - Max Davidson, le voisin de la Bien-Aimée - Tully Marshall : un ami du « Mousquetaire des bidonvilles » - Marguerite Marsh - Monte Blue : meneur de la grève |

## Production
La genèse d'Intolérance remonte à 1914, alors que Griffith termine un film intitulé La Mère et la Loi, un drame social inspiré par deux histoires vraies : une erreur judiciaire (l'affaire Stielow) et la répression d'une grève de mineurs à Ludlow, au Colorado.

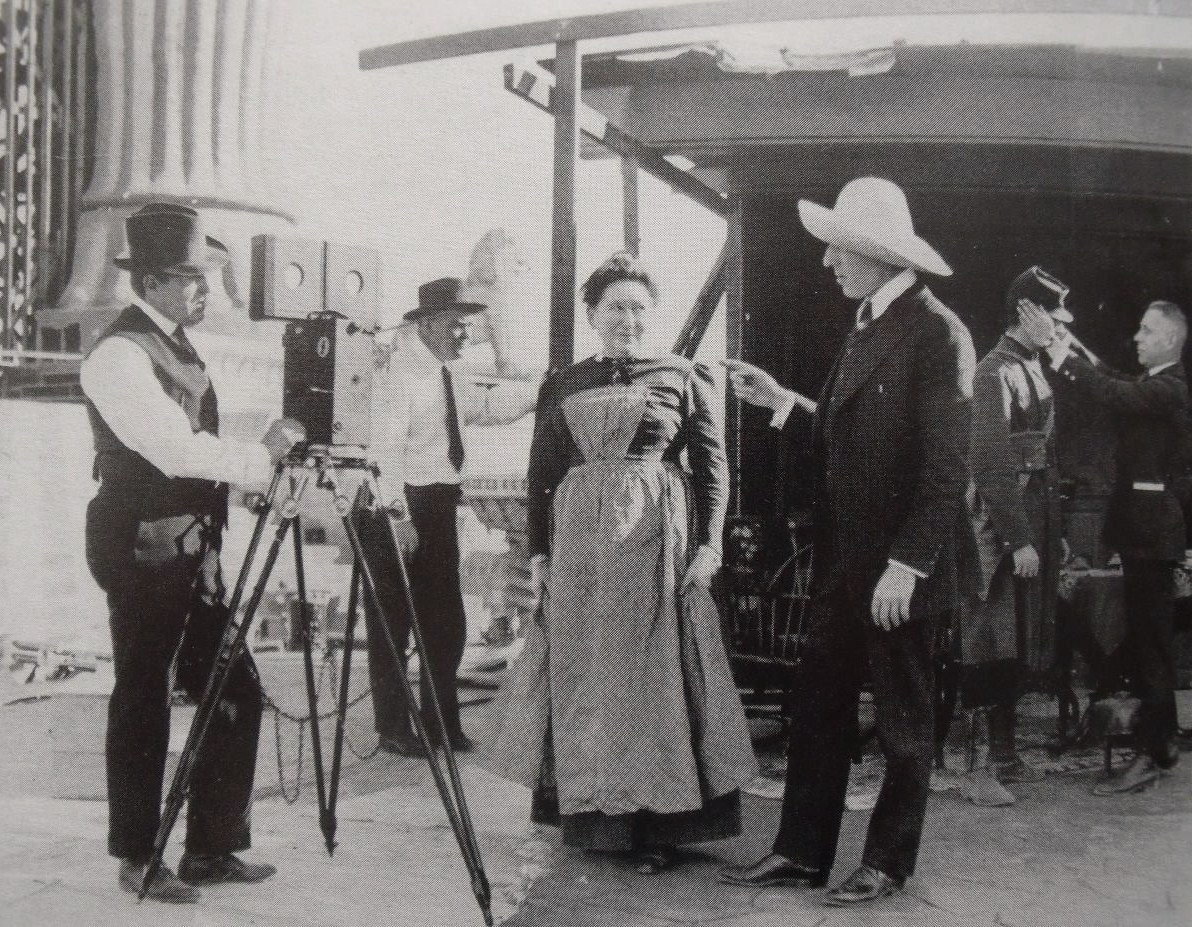
Tournage : à gauche, Billy Bitzer, au centre, une comédienne dirigée par Griffith, à droite, Erich von Stroheim supervise la tenue d'un soldat.

Après le succès retentissant qu'obtient Naissance d'une nation, son premier long-métrage, Griffith entreprend d'englober La Mère et la Loi dans une œuvre plus vaste où seraient racontées simultanément quatre histoires distinctes se déroulant à quatre époques différentes, mais rattachées entre elles par le thème central du fanatisme et de l'intolérance.  Griffith espère ainsi répondre à la controverse suscitée par Naissance d'une nation, qui, malgré son succès, se voit accusé de racisme.
La Majestic Motion Picture Company avance les premiers fonds pour la production de ce film, puis D. W. Griffith et Harry E. Aitken créent la Wark Producing Corporation pour terminer le film et l'exploiter.
Superproduction qui coûte plus de 1 750 000 dollars, Intolérance fait travailler 60 000 figurants, ouvriers, techniciens et acteurs. Le film est tourné aux studios Fine Arts à Hollywood.
Selon certaines sources Griffith aurait eu aussi comme assistants sur ce film Erich von Stroheim, Edward Dillon, Tod Browning, Joseph Henabery, Allan Dwan, Monte Blue, Elmer Clifton, George Hill, W. Christy Cabanne, Jack Conway, George Nichols et Victor Fleming.

## Accueil et influences
Intolérance est présenté en septembre 1916. C'est un échec commercial, certaines scènes « suscitant les moqueries, l'étonnement ou l'agacement du spectateur. ». Après cette sortie catastrophique, Griffith prend conscience qu’il s’est trompé dès la conception du film. Il tente de ressortir les deux parties les plus réussies et les plus complètes, la destruction de Babylone et l’histoire moderne du faux coupable (sous-titrée La Mère et la Loi), en films indépendants qui réussissent à atteindre un public qui les avait dédaignées lorsqu’elles étaient artificiellement mêlées. Mais il était trop tard pour bénéficier de l’énorme battage publicitaire qui avait été organisé autour de ce tournage peu ordinaire.
« Si Intolérance, dans sa partie américaine, reste un exemple brillant et inégalé par Griffith lui-même, de montage griffithien, il faut avouer qu'en ce qui concerne l'aspiration à sortir des limites du récit pour entrer dans le domaine de la généralisation et des paraboles métaphoriques, ce film est effectivement un échec complet. »
« Dans Intolérance, en essayant de faire alterner quatre histoires totalement étrangères les unes aux autres, sans communication entre elles ni dans l’espace ni dans le temps, Griffith les fait imploser, et leur rassemblement artificiel par la seule thématique de l’intolérance échoue à créer une unité de récit… Elles finissent par jouer l’une contre l’autre et leurs suspenses s’épuisent à force d’être coupés par les occurrences des autres histoires. »
Il est évident d’autre part que le thème de l’intolérance n’est absolument pas le point commun des quatre récits. « La prise de Babylone par Cyrus II est un acte de guerre, une simple conquête et non pas le fruit d’une quelconque intolérance… Quant à la condamnation à mort du jeune voyou innocent, le fanatisme du club des puritaines au début de l’histoire ne fait pas oublier que c’est avant tout le récit d’une erreur judiciaire, basée sur une preuve accablante, et non pas le fait de l’intolérance de la justice, à preuve l’intervention quasi miraculeuse du gouverneur qui annule in extremis l’exécution. »
En 1923, Buster Keaton propose une parodie d'Intolérance intitulée Les Trois Âges. Mais ce film, son deuxième long-métrage, n'est pas considéré comme l'une des œuvres majeures du célèbre comique.
En 1982, une version d'Intolérance restaurée par les soins de Raymond Rohauer est présentée en ouverture du Festival de Cannes. Selon Rohauer, impliqué dans la succession de D.W. Griffith depuis 1959, il ne manque à sa version qu'à peu près cinq minutes du film original.
L'intrigue de Good Morning, Babylon (1987) des frères Taviani se déroule en partie sur le tournage de Intolérance, les deux personnages principaux participant à la création des décors.
En 1989, Intolérance fait partie de la première sélection de films conservés par le National Film Registry.
Le lieu de tournage de ce film peut être visité. Il est en partie détruit par le héros Cole Phelps dans le jeu vidéo L.A. Noire (2011).